# Гутцайт, Тило
Тило Гутцайт (нем. Tilo Gutzeit; 27 января 1938 года) — фигурист из ФРГ, чемпион ФРГ 1955 года в мужском одиночном катании.
Тило Гутцайт участвовал в олимпийских играх 1956 года за объединённую команду Германии, а также в олимпийских играх 1960 года. В 1955 году на чемпионате Германии произошла ошибка при подсчёте результатов, в результате которой первое место занял двенадцатилетний Манфред Шнельдорфер, а Тило Гутцайт занял второе место. Спустя несколько месяцев, Вернер Риттбергер, который был судьёй на чемпионате, пересчитал результаты. По этим подсчётам чемпионом стал Тило Гутцайт, чемпион и серебряный призёр обменялись медалями.

## Спортивные достижения
| Соревнования/Сезоны | 1955 | 1956 | 1957 | 1958 | 1959 | 1960 |
| ------------------- | ---- | ---- | ---- | ---- | ---- | ---- |
| Зимние Олимпиады    |      | 10   |      |      |      | 9    |
| Чемпионаты мира     | 13   | 9    |      | 7    | 6    | 5    |
| Чемпионаты Европы   | 7    | 5    |      | 6    | 6    | 5    |
| Чемпионаты Германии | 1    | 2    |      | 2    | 2    | 2    |